# Fun(k)haus
Fun(k)haus war eine deutsche Fernsehsendung, die im namensgebenden Kölner Funkhaus aufgezeichnet wurde. In jeder Folge traten vier bis fünf Stand-Up-Comedians auf, von denen dort manche ihr Kamera-Debüt erlebten. Das Ergebnis war sonntagabends im WDR Fernsehen zu sehen. Moderiert wurden die ersten 38 Folgen der Sendung von Komiker Heinz Gröning, seit der 39. Folge moderierte sie der Comedian Tobias Mann. Die letzte Folge wurde am 23. Oktober 2011 ausgestrahlt.